# Sivar degli Obotriti
Sivar (Sineus) degli Obotriti e di Belozersk (detto il vittorioso, in russo Сивар Победоносный Синеусъ?; dopo l'831 – Belozersk, circa 864) è stato un principe di Belozersk, figlio di Godoslav degli Obotriti e di Umila di Novgorod, e fratello di Rjurik e Truvar degli Obotriti.